# Tom și Jerry: Robin Hood și ceata lui
Tom și Jerry: Robin Hood și ceata lui (engleză Tom and Jerry: Robin Hood and His Merry Mouse) este un film de animație direct-pe-video muzical de comedie și acțiune avându-i în distribuție pe Tom și Jerry. Este al optulea din seria de filme direct-pe-video cu aceste două personaje, și se bazează pe celebra poveste Robin Hood.
A fost lansat pe DVD pe data de 28 septembrie 2012, urmând ca în același an în octombrie să fie lansat și în România dublat în română.

## Distribuție română
- Daniel Iordăchioaie- Robin Hood [1]

## Premisă
Celebra cursă dintre șoarece și pisică reîncepe atunci când Jerry, cel mai micuț membru din ceata lui Robin Hood, îl întâlnește pe Tom, cavaler de seamă a Domniței Marion. Pe lângă faptul că fac parte din tabere diferite, cei doi sunt inamici și pentru că Tom lucrează ca spion pentru șeriful Nottingham și diabolicul Prinț John. Rivalitatea celor două simpatice personaje se va transforma în prietenie după ce Robin și Marion sunt capturați de șerif, iar salvarea lor depinde de o bună înțelegere între Tom și Jerry.

## Legături externe
- Tom și Jerry: Robin Hood și ceata lui la Internet Movie Database

1. ↑  https://m.cinemagia.ro/filme/tom-and-jerry-robin-hood-and-his-merry-mouse-578367/